# Художня гімнастика на літніх Олімпійських іграх 2016 — групове багатоборство
Змагання з художньої гімнастики в груповому багатоборстві на літніх Олімпійських іграх 2016 проходили 20 і 21 серпня на Олімпійській арені Ріо. У кваліфікації взяли участь 70 спортсменок з 14 країн. У фінальній частині виступили 40 гімнасток з восьми країн.

## Формат змагань
Змагання складаються з двох кіл: кваліфікаційного і фінального. Вісім команд, що показали кращі результати у кваліфікації, виходять у фінал. У кожному колі команди виконують по дві вправи: одну зі стрічками і другу з булавами та обручами. Бали в цих вправах складаються в загальну суму.

## Результати

### Кваліфікаційне коло
| Місце | Команда                                                                                                   | 5      | 6 + 2  | Загалом | Кваліфікація |
| ----- | --- | ------ | ------ | ------- | ------------ |
| 1     | Іспанія (ESP) Сандра Агілар Артемі Гавезу Елена Лопес Лурдес Моедано Алехандра Кереда                     | 17.783 | 17.966 | 35.749  | Q            |
| 2     | Росія (RUS) Віра Бірюкова Анастасія Близнюк Анастасія Максимова Анастасія Татарєва Марія Толкачова        | 18.283 | 17.233 | 35.516  | Q            |
| 3     | Білорусь (BLR) Ганна Дуденкова Марія Кадобіна Марія Котяк Валерія Піщеліна Аріна Цициліна                 | 17.583 | 17.850 | 35.433  | Q            |
| 4     | Італія (ITA) Марія Центофанті Софія Лоді Алессія Мауреллі Марта Паньїні Камілла Патріарка                 | 17.516 | 17.833 | 35.349  | Q            |
| 5     | Японія (JPN) Аірі Хатакеяма Ріе Мацубара Сакура Носітані Саюрі Суґімото Кіко Йокота                       | 17.416 | 17.733 | 35.149  | Q            |
| 6     | Ізраїль (ISR) Юваль Філо Олена Кошеватскі Катерина Левіна Карина Лихвар Іда Майрин                        | 17.250 | 17.633 | 34.883  | Q            |
| 7     | Болгарія (BUL) Ренета Камберова Любомира Казанова Міхаела Маєвська Цветеліна Найденова Хрістіана Тодорова | 17.566 | 16.616 | 34.182  | Q            |
| 8     | Україна (UKR) Олена Дмитраш Євгенія Гомон Олександра Грідасова Валерія Гудим Анастасія Возняк             | 16.950 | 16.866 | 33.816  | Q            |
| 9     | Бразилія (BRA) Моргана Гмаш Емануель Ліма Джессіка Маєр Габріель да Сілва Франсіеллі Перейра              | 15.766 | 16.883 | 32.649  |              |
| 10    | Німеччина (GER) Наталі Германн Анастасія Хмельницька Даніела Потапова Юлія Ставіцкая Сіна Ткалчевіч       | 15.650 | 16.750 | 32.400  |              |
| 11    | Китай (CHN) Бао Юйцін Шу Сияо Ян Є Чжан Лін Чжао Цзіннань                                                 | 16.333 | 15.800 | 32.133  |              |
| 12    | Узбекистан (UZB) Саміра Амірова Валерія Давидова Луїза Ганієва Заріна Курбонова Марта Ростобурова         | 14.416 | 16.750 | 31.166  |              |
| 13    | Греція (GRE) Іоанна Анагностопулу Елені Дойка Зоі Контоджіанні Мікаела Металліду Ставрула Самара          | 15.000 | 15.416 | 30.416  |              |
| 14    | США (USA) Каяна Ейде Аліса Кано Наталі Макгіфферт Моніка Рокман Крістен Шалдибіна                         | 13.908 | 16.316 | 30.224  |              |

## Фінал
| Місце | Команда                                                                                                   | 5      | 6 + 2  | Загалом |
| ----- | --- | ------ | ------ | ------- |
| 1     | Росія (RUS) Віра Бірюкова Анастасія Близнюк Анастасія Максимова Анастасія Татарєва Марія Толкачова        | 17.600 | 18,633 | 36.233  |
| 2     | Іспанія (ESP) Сандра Агілар Артемі Гавезу Елена Лопес Лурдес Моедано Алехандра Кереда                     | 17.800 | 17.966 | 35.766  |
| 3     | Болгарія (BUL) Ренета Камберова Любомира Казанова Міхаела Маєвська Цветеліна Найденова Хрістіана Тодорова | 17.700 | 18.066 | 35.766  |
| 4     | Італія (ITA) Марія Центофанті Софія Лоді Алессія Мауреллі Марта Паньїні Камілла Патріарка                 | 17.516 | 18.033 | 35.549  |
| 5     | Білорусь (BLR) Ганна Дуденкова Марія Кадобіна Марія Котяк Валерія Піщеліна Аріна Цициліна                 | 17.283 | 18.016 | 35.299  |
| 6     | Ізраїль (ISR) Юваль Філо Олена Кошеватскі Катерина Левіна Карина Лихвар Іда Майрин                        | 17.166 | 17.383 | 34.549  |
| 7     | Україна (UKR) Олена Дмитраш Євгенія Гомон Олександра Грідасова Валерія Гудим Анастасія Возняк             | 16.866 | 17.416 | 34.282  |
| 8     | Японія (JPN) Аірі Хатакеяма Ріе Мацубара Сакура Носітані Саюрі Суґімото Кіко Йокота                       | 16.550 | 17.650 | 34.200  |